# Mikis Theodorakis. Komponist
Mikis Theodorakis. Komponist ist ein deutscher Dokumentarfilm über das Schaffen des griechischen Komponisten, Autors und Politikaktivisten Mikis Theodorakis von Klaus Salge und Asteris Kutulas aus dem Jahre 2010. Der Film wurde koproduziert von ZDF und Arte, wo das Werk 2011 erstmals im deutschen und im französischen Fernsehen zu sehen war.

## Handlung
Die Dokumentation widmet sich dem musikalischen Gesamtwerk von Mikis Theodorakis, das sich über sieben Jahrzehnte erstreckt, und sie versucht, auch unbekannte Aspekte seiner Musik abzudecken. Der Film verzichtet gänzlich auf Kommentar und lässt nur Mikis Theodorakis selbst zu Wort kommen, um über sein kompositorisches Werk zu sprechen. In der Synopsis des Films heißt es weiterhin, dass die chronologisch aufgebaute Dokumentation einen konzentrierten Überblick über Theodorakis’ künstlerisches Schaffen gibt – angefangen mit den ersten Liedern und der Kassiani-Liturgie des noch jugendlichen Theodorakis, über die Kammermusikwerke und die Sinfonietta aus den 40ern, die 1. Suite für Klavier und Orchester und andere Werke aus seiner Pariser Zeit (1954–60), das umfangreiche Lied-Schaffen der 60er, das Oratorium „Canto General“, die 4. Sinfonie, die Rhapsodien für Gitarre und Cello bis hin zu den Opern. Insgesamt deckt die Dokumentation damit knapp 30 verschiedene Musikstücke von Theodorakis ab, die jedes für eine andere Schaffensperiode des Künstlers stehen. Weiterhin untersucht der Film die biografischen Hintergründe einiger Kompositionen sowie Theodorakis’ Verbindung zu seiner Heimat Griechenland.

## Filmfestival-Aufführungen
Bereits vor und auch nach seiner Fernsehpremiere am 9. Mai 2011 lief der Dokumentarfilm auf zahlreichen Filmfestivals in der ganzen Welt.
Dazu zählten:
- Griechische Filmwoche München, München (2010)
- Marathon Film Music Festival Berlin, Berlin (2011)
- Docaviv Film Festival Israel, Tel Aviv (2011)
- Los Angeles Greek Film Festival, Los Angeles (2011)
- Topanga Film Festival, Topanga (2011)
- Chicago Greek Film Festival, Chicago (2011)
- Golden Prague International Television Festival, Prague (2011)
- Jecheon International Music & Film Festival (South Korea), Jecheon (2012)[4]
- Music Gardens Festival Warsaw, Warsaw (2012)
- Telluride Film Festival, Telluride (Colorado) (2012)
- Fünf Seen Filmfestival, Bayern (2022)

In der Film-Vorstellung vom Telluride Film Festival 2012 schrieb der Programm Contributor des Festivals Jesse Dubus, dass es für viele Komponisten die Krönung gewesen wäre, mit Regisseuren wie Michael Powell und Jean Renoir zusammenzuarbeiten und die Partituren für Filme wie Alexis Sorbas, Serpico und Z zu schreiben. Für Mikis Theodorakis, einen der bedeutendsten Komponisten des 20. Jahrhunderts, wären solche Erfolge kaum mehr als Fußnoten zu einem Leben, das oftmals seltsamer als die Fiktion (stranger-than-fiction-life) gewesen wäre. Der in Griechenland geborene Theodorakis, der unter Besatzungen und Diktaturen gelebt hätte und sogar im Gefängnis gesessen hätte, hätte Wege gefunden, moderne Kompositionstechniken mit Melodien zu verbinden und Musik zu machen, die im Gegensatz zu der manchmal kalten Dissonanz seiner Zeitgenossen stehen würde. In seinen eigenen Worten würde Theodorakis in diesem Film von seinem bemerkenswerten Leben, seinen künstlerischen Triumphen, den Jahren intensiver sozialer Umwälzungen und seiner einflussreichen politischen Karriere erzählen.